# Magpet
Magpet est une localité de la province de Cotabato, aux Philippines. En 2015, elle compte 49 201 habitants.